# Pachydactylus carinatus
Pachydactylus carinatus — вид геконоподібних ящірок родини геконових (Gekkonidae). Мешкає в Намібії і Південно-Африканській Республіці.

## Поширення і екологія
Pachydactylus carinatus мешкають на півдні Намібії, в долині Оранжевої річки та в каньойні Фіш-Рівер, та на півночі ПАР, в регіоні Ріхтерсвельду та в нижній течії Оранжевої. Вони живуть на кам'янистих схилах, порослих чагарниками, в каньйонах, в тріщинах серед скель. Зустрічаються на висоті від 40 до 720 м над рівнем моря.